# エル・アビオド・シディ・チェイク郡
エル・アビオド・シディ・チェイク郡は、アルジェリア・エル・バヤード県の郡。人口のほとんどが住んでいる郡都エル・アビオド・シディ・チェイクにちなんで名づけられた。この郡には、アルジェリア国内で最も長い地名の1つがある。

## 基礎自治体
- エル・アビオド・シディ・チェイク
- エル・ブヌード（英語版）
- アイン・エル・オラク（英語版）
- アーバウエット（英語版）